# F-1 Race
F-1 Race (F1レース?, F1 Rēsu) è un simulatore di guida, pubblicato per Famicom nel 1984 e per Game Boy nel 1990. La versione Famicom uscì solo in Giappone, mentre quella Game Boy giunse anche in territorio nordamericano ed europeo. Il gioco ha avuto un grande successo, generando la nascita di una serie, proseguita con Famicom Grand Prix: F-1 Race e Famicom Grand Prix II: 3D Hot Rally.

## Modalità di gioco
Il gameplay è simile a quello di Pole Position. Il giocatore controlla un'auto di formula 1 (rossa, arancione o blu, a scelta, nella versione Famicom) e gareggia in dieci piste di grandi città di tutto il mondo. Il gioco riprende dalla prima pista alla conclusione della decima. Bisogna salire sul podio (quindi arrivare alle prime tre posizioni) per passare alla pista successiva, e dato che c'è un timer è necessario tagliare il traguardo il più in fretta possibile. I veicoli hanno una trazione manuale e due sole velocità, indicate con i generici termini "LOW" e "HI". Ci sono tre livelli di difficoltà: "skill level 1", "skill level 2" e "skill level 3"; l'unica differenza è l'IA, che nei livelli 2 e 3 è superiore.
Vinte tutte le corse, il giocatore verrà premiato da Mario, Peach e Bowser, personaggi provenienti dalla franchise di Mario. Nella versione Game Boy ai tre si aggiungeranno anche Zelda (dalla serie The Legend of Zelda) e Samus Aran (dalla serie Metroid).